# Antilabe
Antilabe（ギリシャ語）とは、演劇や詩のテクニックで、1つの韻文行を2人以上の登場人物、声、存在に振り分けること。

## 概略
韻文は普通、登場人物によって喋られる詩行の部分が完全な文であるにせよないにせよ、その韻律的な完全性は守られている。最初のものに続く部分は、韻文行の統一性を示すため、字下がりにすることが多い。

## 例
ウィリアム・シェイクスピア『ジュリアス・シーザー』から。ブランクヴァースで書かれた1行が2人の人間に振り分けられている。
| BRUTUS: | Peace then. No words. |                          |
| CLITUS: |                       | I'll rather kill myself. |

ヨハン・ヴォルフガング・フォン・ゲーテ『ファウスト 第二部』から。
| MEPHISTOPHELES: | Die Mütter sind es! |         |                    |
| FAUST:          |                     | Mütter! |                    |
| MEPHISTOPHELES: |                     |         | Schaudert’s dich?' |